# Любошиці (Любуське воєводство)
Любошиці (пол. Luboszyce, нім. Liebesitz) — село в Польщі, у гміні Ґубін Кросненського повіту Любуського воєводства.
Населення — 131 особа (2011).
У 1975-1998 роках село належало до Зеленогурського воєводства.

## Демографія
Демографічна структура станом на 31 березня 2011 року:
|          | Загалом | Допрацездатний вік | Працездатний вік | Постпрацездатний вік |
| -------- | ------- | ------------------ | ---------------- | -------------------- |
| Чоловіки | 65      | 11                 | 51               | 3                    |
| Жінки    | 66      | 18                 | 37               | 11                   |
| Разом    | 131     | 29                 | 88               | 14                   |